# Wallichia marianneae
Wallichia marianneae är en enhjärtbladig växtart som beskrevs av Donald R. Hodel. Wallichia marianneae ingår i släktet Wallichia och familjen Arecaceae. Inga underarter finns listade i Catalogue of Life.